# أليكس هاس
أليكس هاس (بالإنجليزية: Alex Haas)‏ هو راكب الكنو أسترالي، ولد في 11 فبراير 1995.

## وصلات خارجية
- أليكس هاس على موقع اللجنة الأولمبية الدولية (الإنجليزية)
- أليكس هاس على موقع أوليمبيديا (الإنجليزية)
- أليكس هاس على موقع اللجنة الأولمبية الأسترالية (الإنجليزية)